# The Great American Bash 1999
The Great American Bash (1999) fu la tredicesima edizione del pay-per-view di wrestling della serie Great American Bash, la nona ad essere prodotta dalla World Championship Wrestling. L'evento si svolse il 13 giugno 1999 presso la Baltimore Arena di Baltimora, Maryland.

## Evento
Hak schienò Brian Knobbs dopo che Jimmy Hart accidentalmente colpì Knobbs con una sedia di acciaio. Poi Knobbs venne colpito anche da Hak con un bastone Kendō. Dopo il match, arrivò Hugh Morrus che assalì Hak. Roddy Piper venne squalificato quando Buff Bagwell irruppe sul ring per aggredire Ric Flair; come da stipulazione del match, Flair riconquistò la presidenza della WCW (kayfabe) che aveva perso contro Piper a Slamboree un mese prima. Al termine del match, Piper aiutò Flair ed Arn Anderson a colpire Bagwell. Rick Steiner vinse il match dopo che il suo avversario Sting fu aggredito nel backstage da dei cani, e quindi Rick costrinse l'arbitro a dichiararlo vincitore. Randy Savage fu squalificato quando Sid Vicious interferì nella contesa colpendo Kevin Nash con un big boot e una powerbomb.

## Risultati
| N. | Risultati | Stipulazione                                                     | Durata |
| -- | --- | ---------------------------------------------------------------- | ------ |
| 1  | Hak (con Chastity) sconfigge Brian Knobbs (con Jimmy Hart)                                                             | Hardcore match                                                   | 05:41  |
| 2  | Van Hammer sconfigge Mikey Whipwreck                                                                                   | Single match                                                     | 08:35  |
| 3  | Buff Bagwell sconfigge Disco Inferno                                                                                   | Single match                                                     | 10:33  |
| 4  | The No Limit Soldiers (Konnan & Rey Misterio Jr.) sconfiggono The West Texas Rednecks (Curt Hennig & Bobby Duncum Jr.) | Tag team match                                                   | 10:44  |
| 5  | Ernest Miller (con Sonny Onoo) sconfigge Horace Hogan                                                                  | Single match                                                     | 05:10  |
| 6  | Ric Flair (con Arn Anderson & Asya) sconfigge Roddy Piper per squalifica                                               | Single match per il controllo della World Championship Wrestling | 08:16  |
| 7  | Rick Steiner sconfigge Sting                                                                                           | Falls Count Anywhere match                                       | 10:35  |
| 8  | Jersey Triad (Diamond Dallas Page & Chris Kanyon) (con Bam Bam Bigelow) sconfiggono Chris Benoit & Perry Saturn (c)    | Tag team match per il WCW World Tag Team Championship            | 19:13  |
| 9  | Kevin Nash (c) sconfigge Randy Savage (con Gorgeous George, Madusa, & Miss Madness) per squalifica                     | Single match per il WCW World Heavyweight Championship           | 07:29  |

## Accoglienza
Nel 2013, a posteriori Dylan Diot di 411Mania diede all'evento un giudizio di 3.0 [male], scrivendo: "La WCW era in cattive acque all'epoca. Stavano diventando una sorta di scopiazzatura a buon mercato della WWF e persino della ECW e non stavano andando da nessuna parte. Il booking dello show era orrendo, sette [dei] match includono delle interferenze e ci sono un sacco di stupidi ed inspiegabili finali. Evitate questo show a tutti i costi, non ne vale la pena."